# Estación de Abbesses
La  estación de Abbesses, de su nombre completo Abbesses - Butte Montmartre, es una estación de la línea 12 del metro de París situada en el XVIII Distrito, al norte de la ciudad.
Fuera de la estación es posible acceder al funicular de Montmartre y llegar así a lo alto de Montmartre donde se encuentra la Basílica del Sacré Cœur.

## Historia
La estación fue inaugurada el 31 de octubre de 1912 en una de las sucesivas ampliaciones de la línea A de la Compañía Nord-Sud, actual línea 12, hacia el norte. 
Debe su nombre a la cercana plaza de Abbesses.

## Descripción
Está compuesta de dos vías y de dos andenes laterales curvados de 75 metros. Acceder a ellos requiere superar un desnivel de 36 metros usando escaleras o ascensores. De hecho, Abbesses es la estación situada a mayor profundidad de la red.  
Está diseñada en bóveda elíptica revestida completamente de los clásicos azulejos blancos biselados. Renovada entre los años 2006 y 2007, la estación ha recuperado la decoración habitual de las estaciones de la compañía Nord-Sud, la creadora de la línea con tramos de color marrón adornando la bóveda, el zócalo y los paneles publicitarios. 
La señalización es también de estilo Nord-Sud. Se caracteriza por su gran tamaño, donde el nombre de la estación se realiza combinando mosaicos blancos y azules enmarcados por un trazo de color marrón. 
Su iluminación, como muchas estaciones de la línea 12, sigue el estilo New Neons. Emplea delgadas estructuras circulares, en forma de cilindro, que recorren los andenes proyectando la luz tanto hacia arriba como hacia abajo. Finos cables metálicos dispuestos en uve sostienen a cierta distancia de la bóveda todo el conjunto
Por último, los escasos asientos de la estación son los modernos Coquille o Smiley, unos asientos en forma de cuenco inclinado para que parte del mismo pueda usarse como respaldo y que poseen un hueco en la base en forma de sonrisa. 
Las paredes de las largas escaleras helicoidales que llevan hasta la estación están decoradas con pinturas e imágenes relacionadas con Montmartre.  

## Acceso

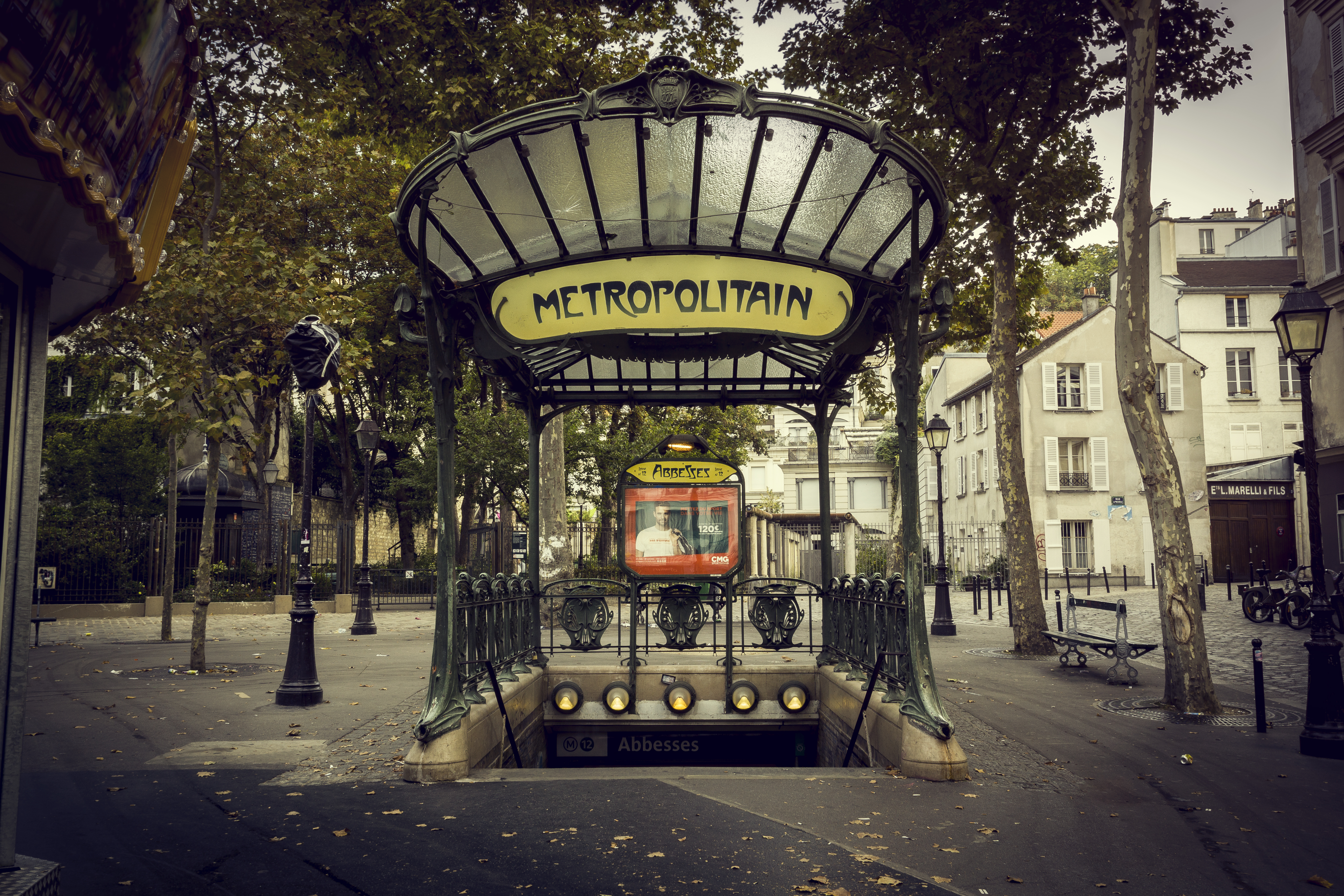
Acceso a la estación de metro Abbesses en París.

La estación sólo dispone de un acceso situado en la plaza de Abbesses. Desde 1978, dicho acceso que fue trasladado desde la estación de Hôtel de Ville, está catalogado como Monumento Histórico al haber sido construido por Hector Guimard. Se da la curiosidad de que con ese traslado el edículo se situó en una línea construida por la compañía Nord-Sud, una compañía que nunca usó edículos Guimard.  